# Rossana Polastri
Rossana Carla Polastri Clark (Lima, 24 de noviembre de 1960) es una economista peruana. 

## Biografía
Hija de Juan Javier Polastri y Humberta Clark.
Estudió Economía en la Universidad del Pacífico, en la cual obtuvo el título profesional de Economista. Estudió un máster en Economía y otro máster en Economía Agrícola Aplicada en el Instituto Politécnico y Universidad Estatal de Virginia
Trabajó en el Banco Mundial, en el cual fue Consejera y asistente del vicepresidente de la Unidad de Manejo Económico y  Reducción de la Pobreza.
De 2009 a 2013 fue Representante del Banco Mundial en Paraguay.
De 2014 a 2015 trabajó en la Agencia Suiza para Desarrollo y Cooperación.
En mayo de 2015 fue designada como Viceministra de Hacienda por el presidente Ollanta Humala, cargo que ejerció hasta abril de 2018. Desde mayo de 2015 hasta abril de 2018 fue también Vicepresidenta del Directorio del Banco de la Nación.
Desde enero de 2019, es Directora Regional para América Latina y el Caribe del Fondo Internacional de Desarrollo Agrícola.
En el campo académico, se ha desempeñado como directora de la Maestría en Gestión Pública de la Universidad del Pacífico, investigadora del Grupo de Análisis para el Desarrollo (GRADE).

| Predecesor: Joaquín Lozano     | Directora regional para América Latina y el Caribe del Fondo Internacional de Desarrollo Agrícola enero de 2019 - | Sucesor:                            |
| Predecesor: Carlos Oliva Neyra | Viceministra de Hacienda del Perú 15 de mayo de 2015-5 de abril de 2018                                           | Sucesor: Betty Arminda Sotelo Bazán |
| Predecesor:                    | Representante del Banco Mundial en Paraguay febrero de 2009-31 de mayo de 2013                                    | Sucesor: Dante Mossi                |